# Zoche (Pflug)

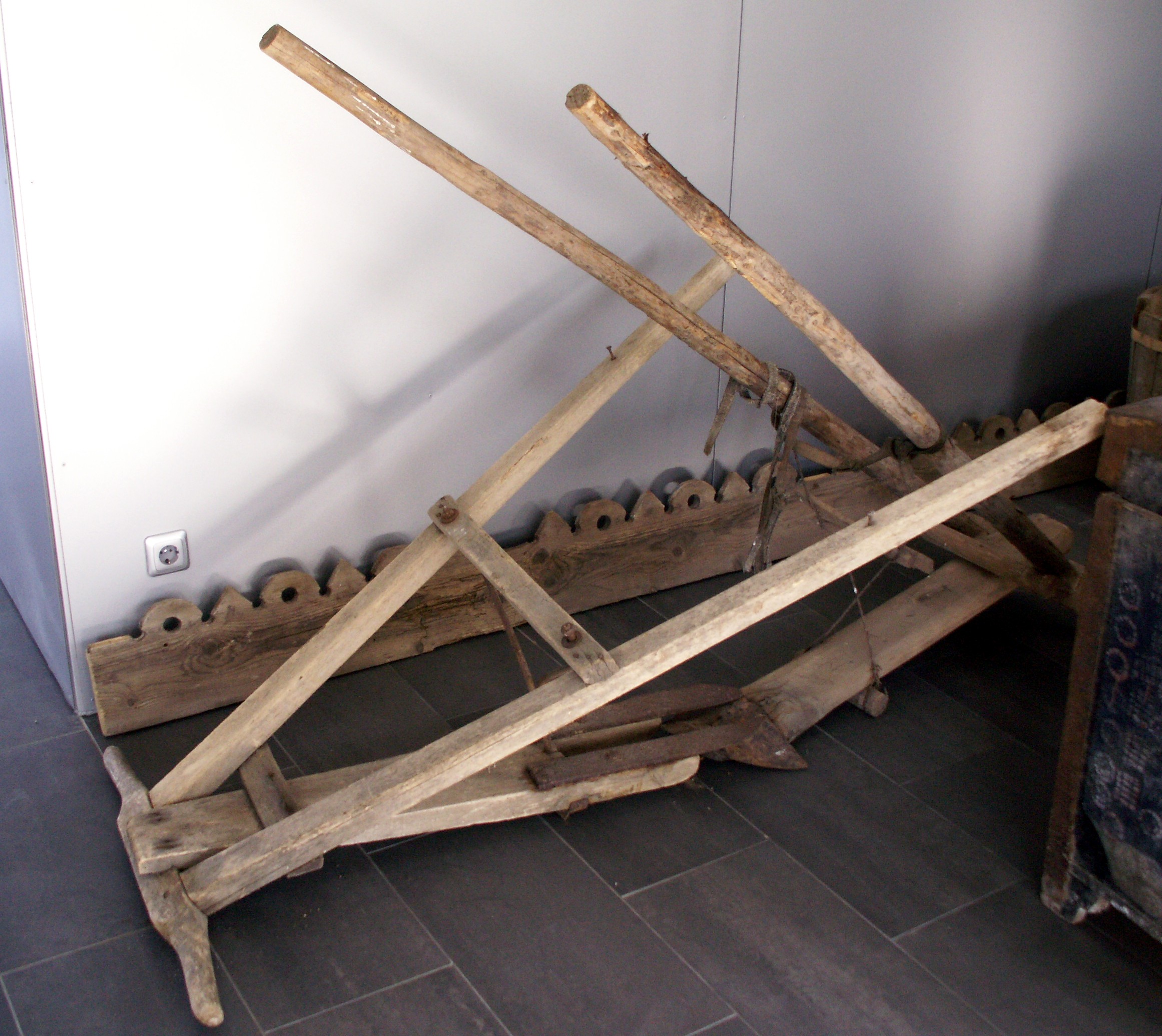
Zoche

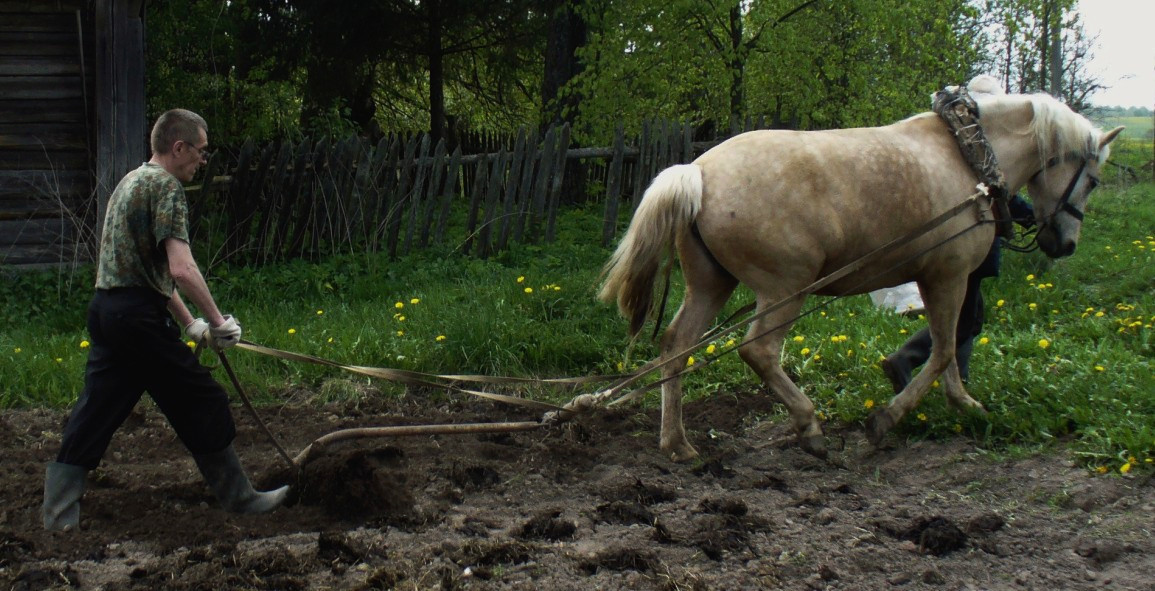
Verwendung

Eine Zoche oder auch Zogge ist eine bestimmte Art eines leichten  Holzpfluges, welcher in Ostpreußen und Litauen insbesondere vor der Einführung des Eisenpflugs durch Friedrich Wilhelm I. im Einsatz war.
Dieser Schwingpflug besitzt eine zweiteilige Pflugschar, welche an den zwei Armen eines in der Mitte gespaltenen Hakenbrettes steht. Er besitzt einen langen Grindel und zwei hinten an demselben angebrachte, etwas schräg stehende, oben mit Querhandhaben versehene Sterzen (Handgriffe). Der Pflugbaum hat sich quasi in eine Gabeldeichsel ausgebildet.
Die ostpreußischen Bauern waren anfangs nicht mit den Eisenpflügen zufrieden. Die Zoche hatte eine bessere Wirkung auf dem Karstboden.